# نادي نكانا
نادي نكانا لكرة القدم هو نادي كرة قدم زامبي مقره في كيتوي ويلعب في الدوري الزامبي الممتاز. يعتبر نكانا هو النادي الزامبي الأكثر نجاحًا وشهرة.

## الإنجازات
- كأس أفريقيا للأندية البطلة: 1

الوصيف: 1990
- الدوري الزامبي الممتاز: 12

1982, 1983, 1985, 1986, 1988, 1989, 1990, 1992, 1993, 1999, 2001, 2013
- كأس زامبيا: 6

1986, 1989, 1991, 1992, 1993, 2000
- كأس التحدي الزامبي: 7

1964, 1966 (تحت اسم روكانا يونايتد)
1992, 1993, 1998, 1999, 2000
- كأس الدرع الخيرية الزامبي: 3

2000